# 格卢什科沃 (格卢什科沃区)
格卢什科沃（羅馬化：Glushkovo）是俄罗斯库尔斯克州的市级镇、格卢什科沃区行政中心，位于第聂伯河流域内杰斯纳河支流谢伊姆河畔，地处库尔斯克州西部，在州府库尔斯克西南方。镇东南约10（6.2英里）处有同名铁路车站。
该地2021年人口有4,062人；2010年人口5,349；2002年人口5,748；1989年人口6,413。